# Nkosi Sikelel' iAfrika

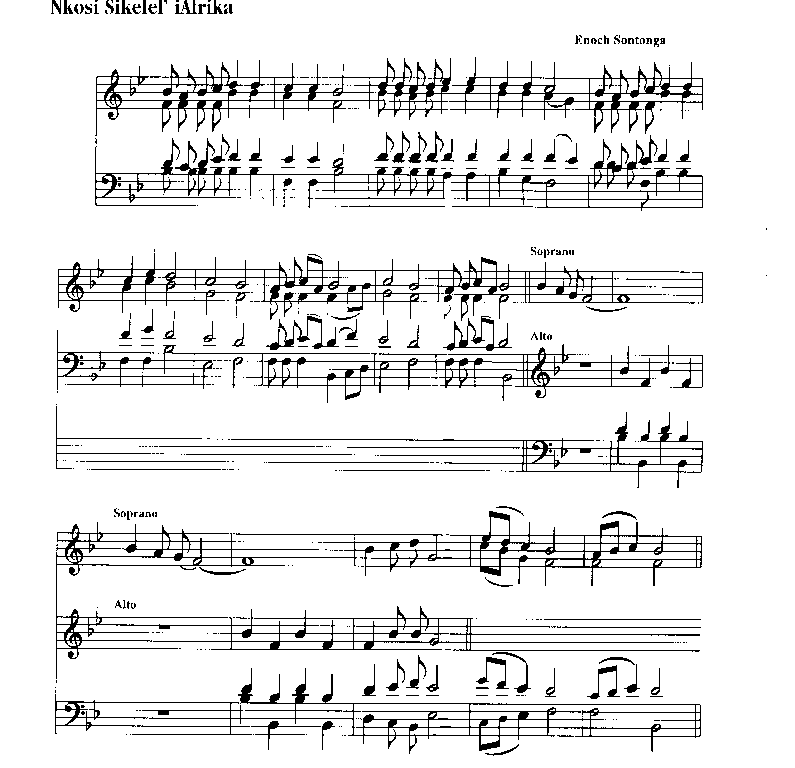

"Nkosi Sikelel' iAfrika" ("Gud välsigne Afrika" på xhosa) är en hymn ursprungligen komponerad 1897 av Enoch Sontonga, en lärare vid en metodistskola i Johannesburg. Melodin blev en panafrikansk frigörelsehymn och blev vid ländernas respektive självständighetsförklaringar nationalsång i fem olika afrikanska länder, Zambia, Tanzania, Namibia och Zimbabwe och Sydafrika. Zimbabwe och Namibia har på senare år bytt nationalsång.